# Gabeca Pallavolo
Gabeca Pallavolo Spa – męski klub siatkarski z Włoch, powstały w 1975 roku w Carpenedolo. Obecnie baza klubu mieści się w Montichiari. W sezonie 1986/1987 klub awansował do Serie A, gdzie do dziś występuje regularnie. 
Największym sukcesem drużyny było 5. miejsce w walce o Mistrzostwo Włoch w 1993 roku, a także zdobycie dwukrotnie w 1991, 1993 Pucharu Top Teams. 
Obecnie klub występuje pod nazwą Acqua Paradiso Monza Brianza.

## Sukcesy
Puchar Europy Zdobywców Pucharów:
- 1991, 1992
- 1993

Superpuchar Europy:
- 1991, 1992

## Zawodnicy
- Z tym tematem związana jest kategoria: Siatkarze Acqua Paradiso Gabeca Montichiari.

## Kadra

### Sezon2011/2012
- Pierwszy trener:  Emanuele Zanini
- Drugi trener:  Marco Fenoglio

| Nr | Imię i nazwisko      | Data ur. | Wzrost | Pozycja      |
| -- | -------------------- | -------- | ------ | ------------ |
| 2  | Edoardo Ciabattini   | 1989     | 180    | libero       |
| 3  | Salvatore Rossini    | 1986     | 184    | libero       |
| 4  | Tsimafei Zhukouski   | 1989     | 192    | rozgrywający |
| 6  | Facundo Conte        | 1989     | 198    | przyjmujący  |
| 7  | Miloš Nikić          | 1986     | 194    | przyjmujący  |
| 8  | Marcello Forni       | 1980     | 200    | środkowy     |
| 9  | Marco Molteni        | 1976     | 196    | przyjmujący  |
| 11 | Simone Buti          | 1983     | 208    | środkowy     |
| 12 | Sean Rooney          | 1982     | 206    | przyjmujący  |
| 13 | Tamás Kaszap         | 1991     | 197    | rozgrywający |
| 14 | Luciano De Cecco     | 1988     | 193    | rozgrywający |
| 15 | Mauro Gavotto        | 1979     | 202    | atakujący    |
| 16 | Konstantin Shumov    | 1985     | 205    | środkowy     |
| 17 | Nikolaos Roumeliotis | 1978     | 198    | atakujący    |
| 18 | Carlo Mor            | 1989     | 202    | środkowy     |

### Sezon2010/2011
- Pierwszy trener:  Luca Monti
- Drugi trener:  Dario Simoni

| Nr | Imię i nazwisko     | Data ur. | Wzrost | Pozycja      |
| -- | ------------------- | -------- | ------ | ------------ |
| 1  | Leano Cetrullo      | 1986     | 198    | przyjmujący  |
| 2  | Jeroen Rauwerdink   | 1985     | 199    | przyjmujący  |
| 3  | Matteo Pesenti      | 1976     | 184    | przyjmujący  |
| 4  | Dāvis Krūmiņš       | 1990     | 195    | rozgrywający |
| 7  | Giuseppe Zito       | 1989     | 188    | libero       |
| 8  | Marcello Forni      | 1980     | 200    | środkowy     |
| 9  | Marco Molteni       | 1976     | 196    | przyjmujący  |
| 11 | Simone Buti         | 1983     | 208    | środkowy     |
| 12 | Sean Rooney         | 1982     | 206    | przyjmujący  |
| 13 | Dragan Travica      | 1986     | 200    | rozgrywający |
| 15 | Mauro Gavotto       | 1979     | 202    | atakujący    |
| 16 | Konstantin Shumov   | 1985     | 205    | środkowy     |
| 17 | Paolo Alborghetti   | 1987     | 195    | środkowy     |
| 18 | Jean-François Exiga | 1982     | 176    | libero       |

### Sezon2009/2010
- Pierwszy trener:  Mauro Berruto
- Drugi trener:  Dario Simoni

| Nr | Imię i nazwisko               | Data ur. | Wzrost | Pozycja      |
| -- | ----------------------------- | -------- | ------ | ------------ |
| 1  | Urpo Sivula                   | 1988     | 194    | przyjmujący  |
| 2  | Jeroen Rauwerdink             | 1985     | 199    | przyjmujący  |
| 3  | Matteo Pesenti                | 1976     | 184    | przyjmujący  |
| 4  | Dāvis Krūmiņš                 | 1990     | 195    | rozgrywający |
| 5  | Andrea Semenzato              | 1981     | 208    | środkowy     |
| 7  | Jari Tuominen                 | 1986     | 200    | przyjmujący  |
| 8  | Marcello Forni                | 1980     | 200    | środkowy     |
| 9  | Marco Molteni                 | 1976     | 196    | przyjmujący  |
| 11 | Simone Buti                   | 1983     | 208    | środkowy     |
| 12 | Jason Haldane (od 11.10.2009) | 1971     | 202    | środkowy     |
| 13 | Dragan Travica                | 1986     | 200    | rozgrywający |
| 15 | Mauro Gavotto                 | 1979     | 202    | atakujący    |
| 16 | Francesco De Luca             | 1986     | 206    | atakujący    |
| 18 | Jean-François Exiga           | 1982     | 176    | libero       |

### Sezon2008/2009
- Pierwszy trener:  Mauro Berruto
- Drugi trener:  Gianlorenzo Blengini

| Nr | Imię i nazwisko     | Data ur. | Wzrost | Pozycja      |
| -- | ------------------- | -------- | ------ | ------------ |
| 1  | Andrea Sala         | 1978     | 202    | środkowy     |
| 2  | Jeroen Rauwerdink   | 1985     | 199    | przyjmujący  |
| 3  | Matteo Pesenti      | 1976     | 184    | przyjmujący  |
| 4  | Robert Horstink     | 1981     | 201    | przyjmujący  |
| 5  | Simone Tiberti      | 1980     | 180    | rozgrywający |
| 6  | Alessandro Paparoni | 1981     | 191    | przyjmujący  |
| 7  | Mikko Esko          | 1978     | 198    | rozgrywający |
| 8  | Marcello Forni      | 1980     | 200    | środkowy     |
| 9  | Carlo Mor           | 1989     | 202    | środkowy     |
| 11 | Dan Howard          | 1976     | 209    | środkowy     |
| 13 | Giacomo Bellei      | 1988     | 202    | atakujący    |
| 15 | Mauro Gavotto       | 1979     | 202    | atakujący    |
| 17 | Giuseppe Zito       | 1989     | 188    | libero       |
| 18 | Loris Manià         | 1979     | 180    | libero       |

### Sezon2007/2008
- Pierwszy trener:  Julio Velasco
- Drugi trener:  Gianlorenzo Blengini

| Nr | Imię i nazwisko                   | Data ur. | Wzrost | Pozycja      |
| -- | --------------------------------- | -------- | ------ | ------------ |
| 1  | Andrea Sala                       | 1978     | 202    | środkowy     |
| 2  | Marcus Popp                       | 1981     | 191    | przyjmujący  |
| 3  | Matteo Pesenti                    | 1976     | 184    | przyjmujący  |
| 4  | Dejan Bojović                     | 1983     | 196    | przyjmujący  |
| 5  | Simone Tiberti                    | 1980     | 180    | rozgrywający |
| 6  | Péter Veres                       | 1979     | 200    | przyjmujący  |
| 8  | Marcello Forni                    | 1980     | 200    | środkowy     |
| 9  | Metodi Ananiew (do 01.11.2007)    | 1986     | 202    | przyjmujący  |
| 11 | Dan Howard                        | 1976     | 209    | środkowy     |
| 12 | Maurizio Balbi                    | 1984     | 197    | przyjmujący  |
| 13 | Abdallah Abdalsalam               | 1983     | 198    | rozgrywający |
| 14 | Luciano De Cecco (do 08.10.2007)  | 1988     | 194    | rozgrywający |
| 14 | Davide Quartarone (od 16.01.2008) | 1986     | 198    | rozgrywający |
| 15 | Mauro Gavotto                     | 1979     | 202    | atakujący    |
| 17 | Giuseppe Zito (od 11.10.2007)     | 1989     | 188    | libero       |
| 18 | Loris Manià                       | 1979     | 180    | libero       |

### Sezon 2006/2007
- Pierwszy trener:  Julio Velasco
- Drugi trener:  Gianlorenzo Blengini

| Nr | Imię i nazwisko                  | Data ur. | Wzrost | Pozycja      |
| -- | -------------------------------- | -------- | ------ | ------------ |
| 1  | Andrea Sala                      | 1978     | 202    | środkowy     |
| 2  | Marcus Popp                      | 1981     | 191    | przyjmujący  |
| 3  | Simone Tiberti                   | 1980     | 180    | rozgrywający |
| 4  | Dejan Bojović (od 07.03.2007)    | 1983     | 196    | przyjmujący  |
| 5  | Enrique De La Fuente             | 1975     | 194    | przyjmujący  |
| 6  | Péter Veres (do 15.01.2007)      | 1979     | 200    | przyjmujący  |
| 7  | Gregor Jerončič                  | 1974     | 200    | środkowy     |
| 8  | Marcello Forni                   | 1980     | 200    | środkowy     |
| 9  | Pietro Rinaldi                   | 1972     | 197    | libero       |
| 11 | Simone Buti                      | 1983     | 208    | środkowy     |
| 12 | Donald Suxho                     | 1976     | 196    | rozgrywający |
| 13 | Lorenzo Perazzolo                | 1984     | 198    | przyjmujący  |
| 15 | Mauro Gavotto                    | 1979     | 202    | atakujący    |
| 17 | Dömötör Mészáros                 | 1976     | 199    | przyjmujący  |
| 18 | Lorenzo Bernardi (od 16.01.2007) | 1968     | 199    | przyjmujący  |

### Sezon 2005/2006
- Pierwszy trener:  Dario Simoni
- Drugi trener:  Alessandro Piroli

| Nr | Imię i nazwisko              | Data ur. | Wzrost | Pozycja      |
| -- | ---------------------------- | -------- | ------ | ------------ |
| 1  | Andrea Sala                  | 1978     | 202    | środkowy     |
| 2  | Erardo Meggiolaro            | 1977     | 192    | rozgrywający |
| 4  | Reinder Nummerdor            | 1976     | 194    | przyjmujący  |
| 5  | Vito Insalata                | 1977     | 194    | środkowy     |
| 6  | Gianluca Saraceni            | 1979     | 200    | przyjmujący  |
| 7  | Gregor Jerončič              | 1974     | 200    | środkowy     |
| 8  | Donald Suxho (od 04.01.2006) | 1976     | 196    | rozgrywający |
| 9  | Pietro Rinaldi               | 1972     | 197    | libero       |
| 11 | Dante Boninfante             | 1977     | 188    | rozgrywający |
| 12 | Fabio Muzio                  | 1980     | 198    | przyjmujący  |
| 13 | Lorenzo Perazzolo            | 1984     | 198    | przyjmujący  |
| 15 | Mauro Gavotto                | 1979     | 202    | atakujący    |
| 17 | Dömötör Mészáros             | 1976     | 199    | przyjmujący  |

### Sezon 2004/2005
- Pierwszy trener:  Dario Simoni (od 30.11.2004)
- Drugi trener:  Alessandro Piroli (od 30.11.2004)

| Nr | Imię i nazwisko                   | Data ur. | Wzrost | Pozycja      |
| -- | --------------------------------- | -------- | ------ | ------------ |
| 1  | Roberto Cazzaniga                 | 1979     | 200    | atakujący    |
| 2  | Ryan Millar                       | 1978     | 200    | środkowy     |
| 3  | Emanuele Coco                     | 1974     | 185    | rozgrywający |
| 4  | Reinder Nummerdor                 | 1976     | 194    | przyjmujący  |
| 5  | Vito Insalata                     | 1977     | 194    | środkowy     |
| 6  | Gianluca Saraceni                 | 1979     | 200    | przyjmujący  |
| 7  | Gregor Jerončič                   | 1974     | 200    | środkowy     |
| 8  | Diego Della Torre (od 17.10.2004) | 1978     | 195    | przyjmujący  |
| 9  | Pietro Rinaldi                    | 1972     | 197    | libero       |
| 11 | Dante Boninfante                  | 1977     | 188    | rozgrywający |
| 12 | Alberto Carizia (od 09.12.2004)   | 1972     | 202    | libero       |
| 15 | Mauro Gavotto                     | 1979     | 202    | atakujący    |
| 17 | Płamen Konstantinow               | 1973     | 200    | przyjmujący  |

### Sezon 2003/2004
- Pierwszy trener:  Enzo Valdo
- Drugi trener:  Dario Simoni

| Nr | Imię i nazwisko                    | Data ur. | Wzrost | Pozycja      |
| -- | ---------------------------------- | -------- | ------ | ------------ |
| 1  | Maurizio Latelli                   | 1974     | 190    | libero       |
| 1  | Giuseppe Patriarca (od 20.09.2003) | 1977     | 198    | atakujący    |
| 2  | Ryan Millar                        | 1978     | 200    | środkowy     |
| 3  | Cristian Savani                    | 1982     | 195    | przyjmujący  |
| 4  | Stefano Gorgaini                   | 1972     | 182    | przyjmujący  |
| 5  | Vito Insalata                      | 1977     | 194    | środkowy     |
| 6  | Maurício Lima                      | 1968     | 185    | rozgrywający |
| 7  | Lorenzo Rambelli                   | 1975     | 190    | rozgrywający |
| 9  | Pietro Rinaldi                     | 1972     | 197    | libero       |
| 11 | Massimiliano Di Franco             | 1978     | 203    | środkowy     |
| 13 | Lorenzo Perazzolo                  | 1984     | 198    | przyjmujący  |
| 14 | Joel dos Santos Monteiro           | 1974     | 202    | atakujący    |

### Sezon 2002/2003
- Pierwszy trener:  Emanuele Zanini
- Drugi trener:  Marco Fenoglio

| Nr | Imię i nazwisko                   | Data ur. | Wzrost | Pozycja      |
| -- | --------------------------------- | -------- | ------ | ------------ |
| 1  | Manuel Coscione                   | 1980     | 188    | rozgrywający |
| 2  | Ryan Millar                       | 1978     | 200    | środkowy     |
| 3  | Cristian Savani                   | 1982     | 195    | przyjmujący  |
| 4  | Andrea Bartoletti (do 06.11.2002) | 1978     | 203    | przyjmujący  |
| 5  | Stefan Hübner                     | 1975     | 200    | środkowy     |
| 6  | Gianluca Saraceni                 | 1979     | 200    | przyjmujący  |
| 7  | Lorenzo Rambelli                  | 1975     | 190    | rozgrywający |
| 8  | Marco Vicini                      | 1974     | 193    | libero       |
| 9  | Giorgio Barbareschi               | 1978     | 193    | przyjmujący  |
| 11 | Osvaldo Hernández (do 09.11.2002) | 1970     | 198    | atakujący    |
| 11 | Lorenzo Perazzolo                 | 1984     | 198    | przyjmujący  |
| 12 | Siemion Połtawski                 | 1981     | 202    | atakujący    |
| 13 | Massimiliano Di Franco            | 1978     | 203    | środkowy     |
| 14 | Angel Beltrán (do 11.01.2003)     | 1973     | 202    | środkowy     |
| 14 | Aleksandr Klimkin (od 19.01.2003) | 1972     | 200    | atakujący    |

### Sezon 2001/2002
- Pierwszy trener:  Emanuele Zanini
- Drugi trener:  Marco Fenoglio

| Nr | Imię i nazwisko     | Data ur. | Wzrost | Pozycja      |
| -- | ------------------- | -------- | ------ | ------------ |
| 1  | Davide Bellini      | 1969     | 197    | rozgrywający |
| 2  | Ryan Millar         | 1978     | 200    | środkowy     |
| 3  | Marco Molteni       | 1976     | 196    | przyjmujący  |
| 4  | Cristian Savani     | 1982     | 195    | przyjmujący  |
| 5  | Stefan Hübner       | 1975     | 200    | środkowy     |
| 6  | Daniele Sottile     | 1979     | 190    | rozgrywający |
| 8  | Marco Vicini        | 1974     | 193    | libero       |
| 9  | Reinder Nummerdor   | 1976     | 193    | przyjmujący  |
| 12 | Ventzislav Simeonov | 1977     | 200    | atakujący    |
| 13 | Andrea Bartoletti   | 1978     | 203    | przyjmujący  |
| 14 | Marco Loglisci      | 1975     | 196    | środkowy     |
| 15 | Andrea Cavallari    | 1974     | 180    | libero       |
| 16 | Giorgio Barbareschi | 1978     | 193    | przyjmujący  |